# Wyspa Baranowa
Wyspa Baranowa (ang. Baranof Island), niekiedy nazywana również Sitka (ang. Sitka Island) – wyspa w północnej części Archipelagu Aleksandra, w stanie Alaska. Została tak nazwana w 1805 przez kapitana marynarki Imperium Rosyjskiego J. Lisianskiego na cześć Aleksandra Baranowa. W języku plemienia Tlingit nazwa wyspy brzmi Sheet’-ká X'áat'l (często wymawiana po prostu Shee).
Wyspa ma 4162 km² powierzchni, rozciąga się na długości 180 km i odpowiednio - 48 km szerokości i jest dziesiątą co do wielkości wyspą Stanów Zjednoczonych. Na wyspie znajduje się najwyższa góra Archipelagu Aleksandra. Największym osiedlem na niej jest miasto Sitka.